# Rosario Anastasi

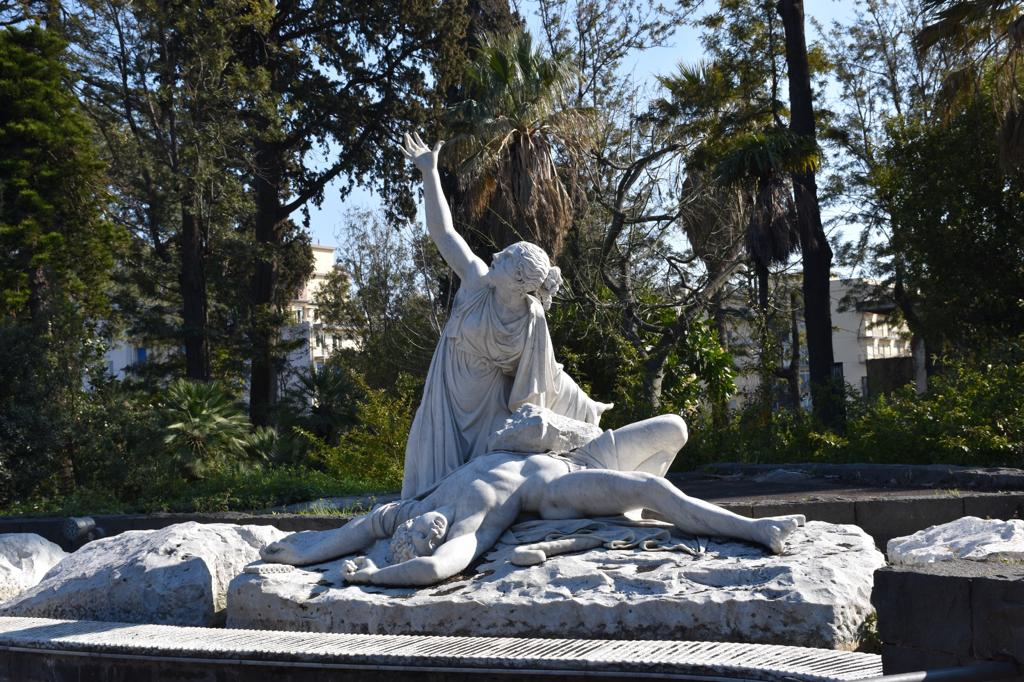
Aci e Galatea, copia in marmo pantografata

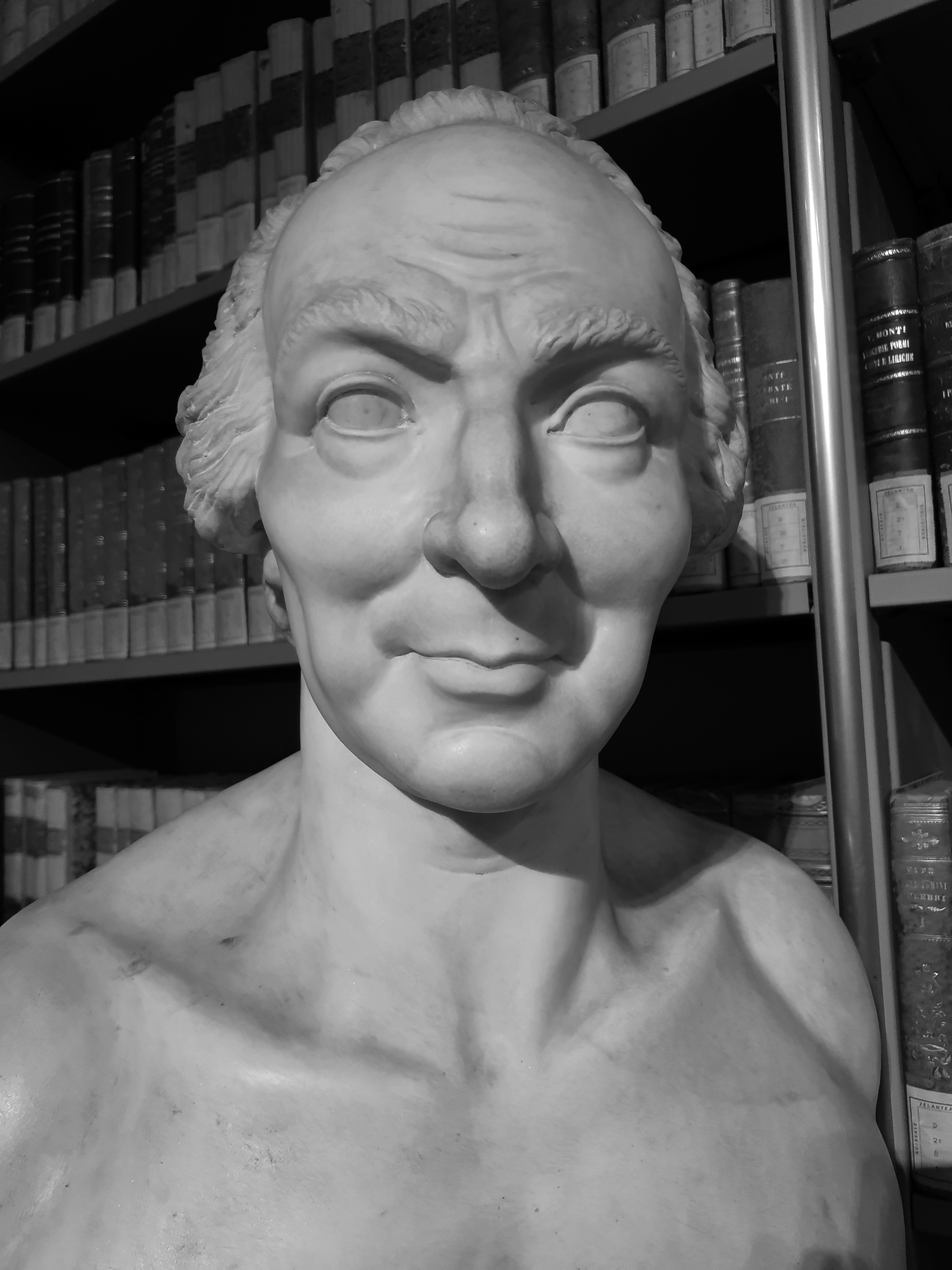
Busto di Pietro Paolo Vasta

Rosario Anastasi (Acireale, 1806 – Palermo, 1876) è stato uno scultore italiano.

## Biografia
Nel 1830 si trasferì a Palermo, da dove mantenne un vivace contatto epistolare con Mariano Leonardi Gambino che da Acireale gli consigliava di tenere in gran conto le pose delle sculture greche e di leggere Winckelmann, Cicognara e Milizia. Allievo prima di Giovanni Patricolo, sacerdote, pittore di affreschi a tema sacro, poi di Vincenzo Riolo da cui trasse nozioni sul ritratto nudo, quindi di Valerio Villareale scultore di formazione canoviana, nel 1841 e nel 1846 partecipò alla Esposizione di Belle Arti di Palermo e la seconda volta vinse la medaglia d'oro di seconda classe con l'opera scultoria Aci e Galatea, in piena rêverie classicheggiante.
Gioacchino Di Marzo scrive di lui nel 1858: “Di vivace ingegno, ha dato […] in marmo ed in stucco statue, busti e bassorilievi, dove mostra che se un corso di sani studi avesse con fermezza seguito, maggior perfezione avrebbe egli potuto attingere”.

## Opere
Aci e Galatea, un modello in gesso patinato di non grandi dimensioni, è conservata presso la Pinacoteca Zelantea di Acireale, mentre una copia in marmo pantografata nelle officine artistiche Pierotti & C. di Pietrasanta (Lucca) è ospitata alla Villa Belvedere ambientata su progetto dell’architetto acese Vito Messina nel 1970 in composizione con una vasca d’acqua a significare lo sfortunato epilogo e la metamorfosi dei due amanti.

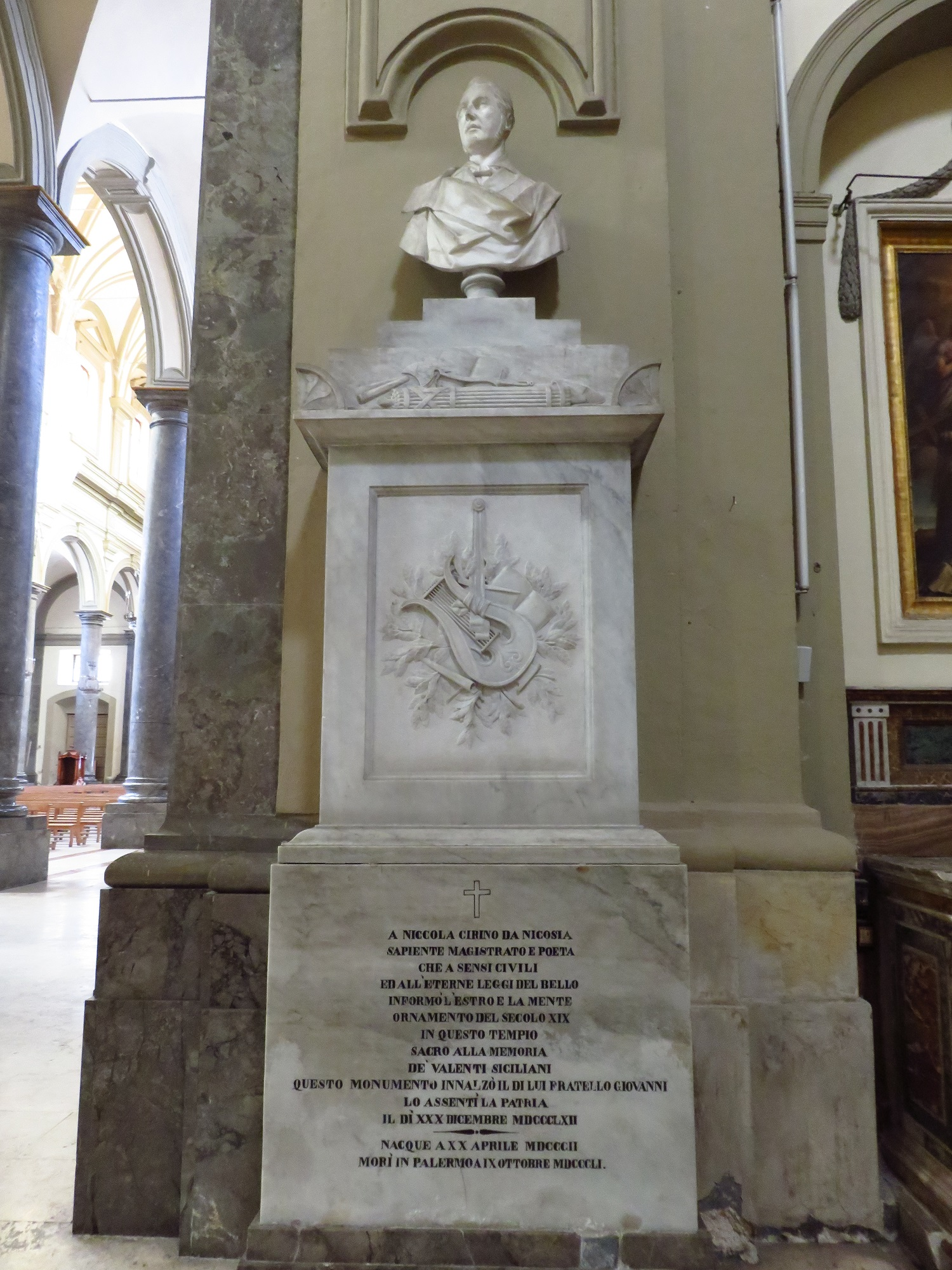
Monumento a Nicola Cirino nella chiesa di San Domenico (Palermo)

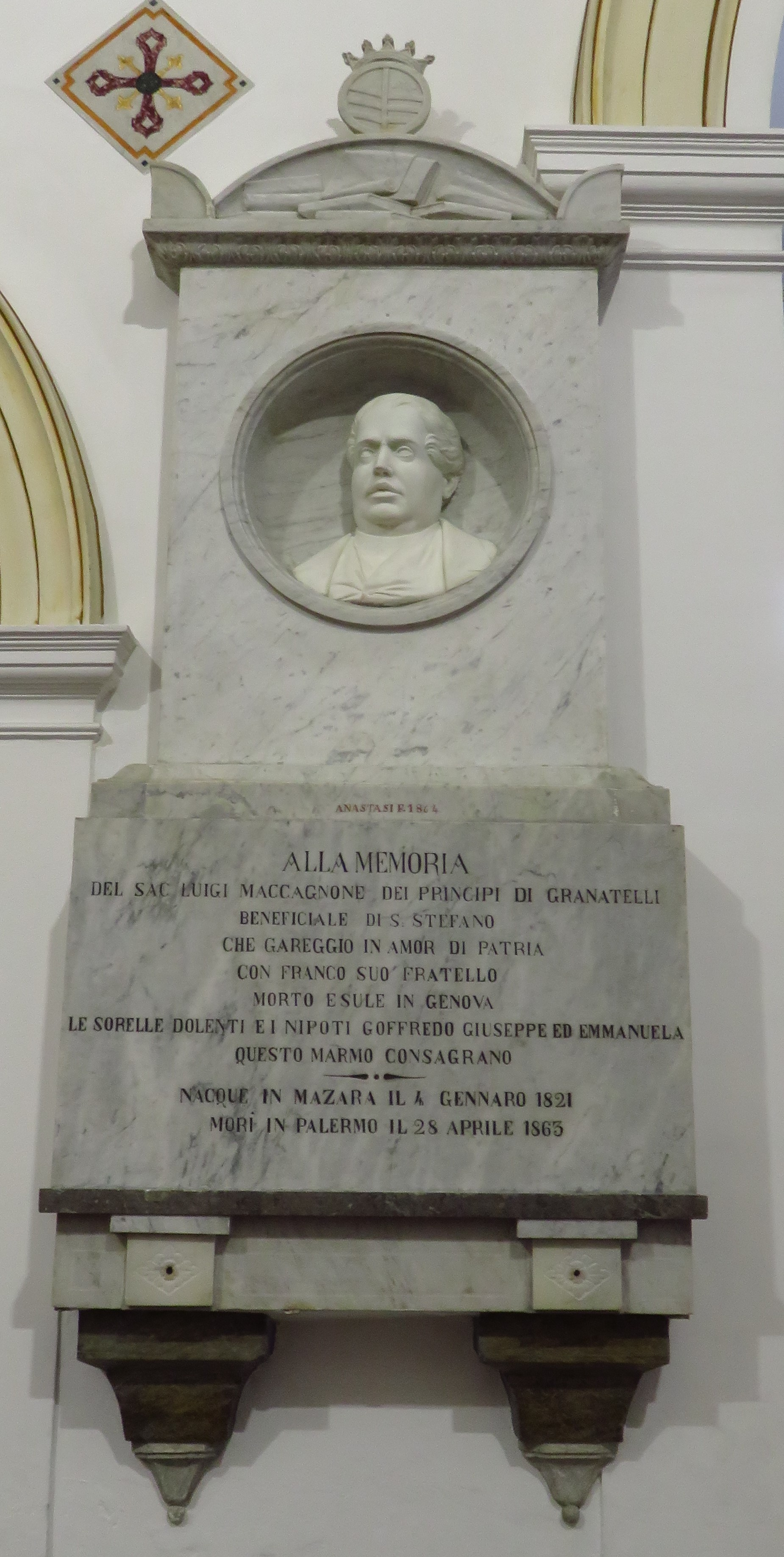
Monumento a Luigi Maccagnone nella chiesa di Santa Maria della Pace (Palermo)

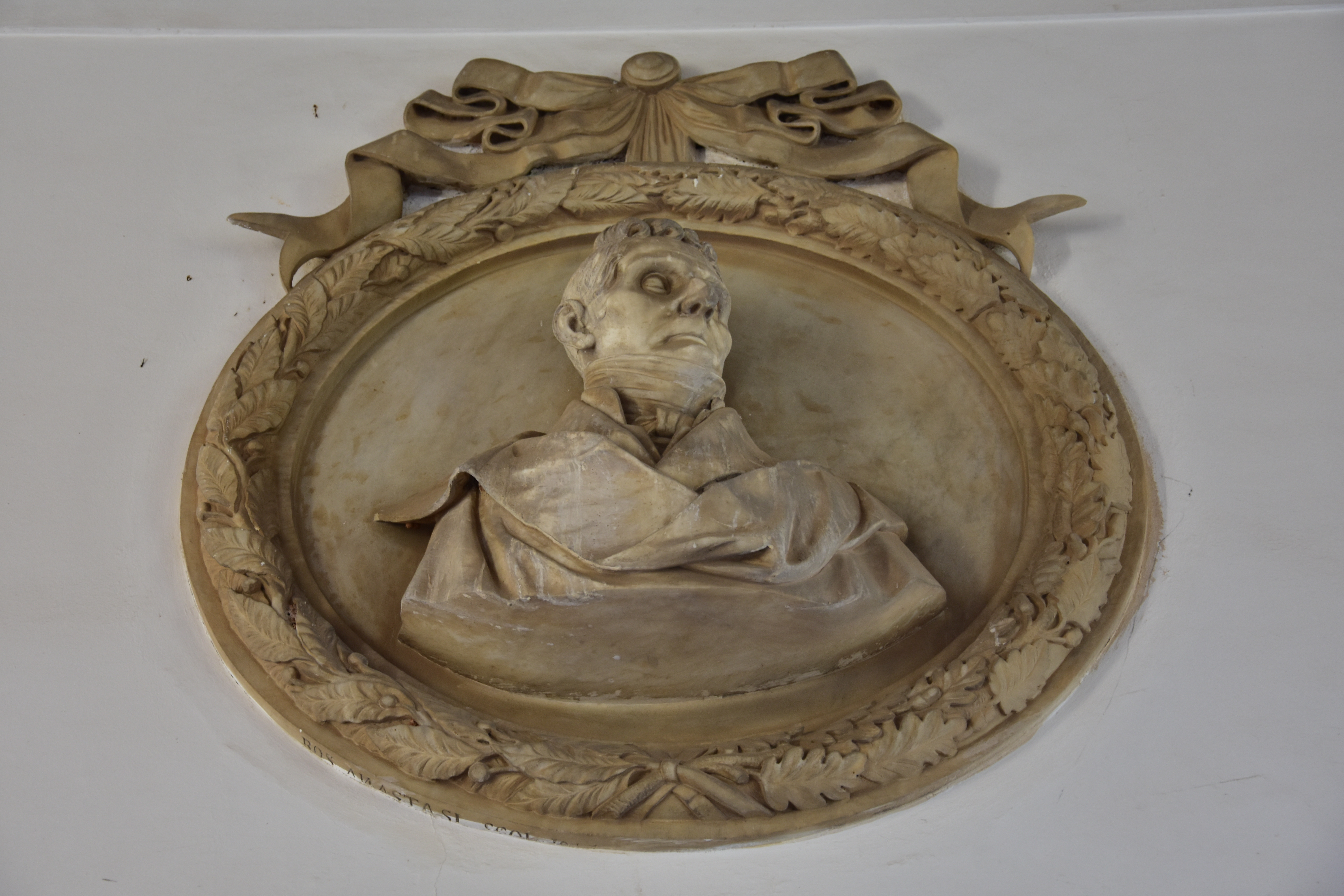
Busto in altorilievo di Carlo Cottone nell'atrio di Villa Castelnuovo

Ma anche Palermo, nel pantheon siciliano della Chiesa di San Domenico dove sono pure sepolti i suoi primi maestri possiede dell'A., non lontano dalla stele al Beato Giuliano Majali opera del 1821 di Villareale, il monumento del 1850 alla poetessa Lauretta Li Greci morta a neanche sedici anni, opera che risente di tutto l'insegnamento neoclassico assunto in ambiente palermitano. Nella stessa chiesa realizza nel 1862 il monumento marmoreo con busto del magistrato e poeta Nicola Cirino mentre è del 1864 quello a Luigi Maccagnone nella chiesa dei Cappuccini di Palermo.
Sempre a Palermo, firma il ritratto di Carlo Cottone nell'atrio di Villa Castelnuovo.
Realizza altre sculture commemorative in vari centri siciliani: nel 1866 il monumento funerario a Baldassare VII Naselli nella chiesa madre di Aragona (AG), nel 1869 quello con il ritratto di Scipione Maccagnone e un bassorilievo nella chiesa madre di Mazara del Vallo, e il mezzobusto di Baldassare Romano nella chiesa del Monte a Termini Imerese.
Nella pinacoteca di Acireale è conservato un busto del giurista Nicolò Musumeci; quello (che sarebbe stato ispirato da un autoritratto su tela, già in possesso di Lionardo Vigo,ormai perduto) di Pietro Paolo Vasta (1836) dal piacevole vitalismo 'berniniano'; quello di Lionardo Vigo concepito nella tipologia come un'erma romana ma in analogia con tanti ritratti del Foscolo, etc. La stessa pinacoteca conserva un piccolo olio di Giuseppe Patania che ritrae lo scultore giovane e bohémien con due medaglie appuntate al bavero. Altre opere si trovano nella sua città natale: il busto del barone Nicolò Nicolosi (collezione privata di famiglia) e il monumento funerario del 
medico Mariano Di Mauro Riggio nel cimitero di Acireale.